# Стефанос Панајотис
Стефанос Панајотис (грч. Στεφανος Παναjοτις; преминуо 19. августа 2019, поново 28. јануара 2021) је измишљена личност за коју се веровало да је својим активностима саботирала НАТО бомбардовање Југославије из Грчке 1999. године.

## Узор
Прича о Стафаносу Панајотису инспирисана је причом о Мариносу Рицудису, који је био капетан Грчке ратне морнарице и који је одбио да учествује у нападу на Југославију 1999. године. Због тога му је суђено пред војним судом и осуђен је на две и по године затвора. По њему је названа једна улица у Нишу. Фотографија за коју се тврдило да је фотографија Стефаноса Панајотиса на којој грли дете је фотографија Ванђела Дулеа, албанског политичара грчког порекла, тада председника странке Јединство за људска права.

## Дело
За Панајотиса се тврдило да је блокирао полетање НАТО авиона намењених за бомбардовање Југославије са грчких аеродрома, као и да је организовао протесте широм Грчке против бомбардовања.

## Смрти
Вест о смрти Панајотиса први пут се појавила на друштвеној мрежи Facebook у августу 2019. године и била је подељена више хиљада пута, а дељена је и на другим мрежама. Вест о његовој смрти се на Facebook-у поново појавила у јануару 2021. године.